# Jacqueline Barton
Jacqueline K. Barton (Nova Iorque, 7 de maio de 1952) é uma química estadunidense. É professora do memorial Arthur e Marian Hanisch no Instituto de Tecnologia da Califórnia. O cerne de sua pesquisa é o transporte eletrônico transversal alongo do DNA de cadeia dupla, suas implicações para a biologia de danificação e conserto de DNA e o seu potencial para aplicações na ciência dos materiais. Em Caltech ela casou com o também químico Peter Dervan.

## Prêmios e honrarias
- Prêmio Weizmann de Mulheres na Ciência (1998)[1]
- Prêmio em Ciências Químicas NAS (2019)[2]